# Bob Verbeeck
Bob Verbeeck, właśc. Robert Verbeeck (ur. 5 sierpnia 1960 w Tessenderlo) – belgijski lekkoatleta, średnio- i długodystansowiec, mistrz halowych mistrzostw Europy w 1985, olimpijczyk.

## Kariera sportowa
Zajął 8. miejsce w biegu na 1500 metrów na mistrzostwach Europy juniorów w 1979 w Bydgoszczy.
Odpadł w półfinale biegu na 5000 metrów na igrzyskach olimpijskich w 1984 w Los Angeles. Nie ukończył biegu finałowego na 3000 metrów na światowych igrzyskach halowych w 1985 w Paryżu.
Zwyciężył w biegu na 3000 metrów na halowych mistrzostwach Europy w 1985 w Pireusie, wyprzedzając Thomasa Wessinghage z Republiki Federalnej Niemiec i Witalija Tyszczenko ze Związku Radzieckiego.
Był mistrzem Belgii w biegu na 1500 metrów w 1981 i 1982.
Rekordy życiowe Verbeecka:
- bieg na 1500 metrów – 3:36,96 (1 lipca 1984, Woluwe-Saint-Lambert)
- bieg na milę – 3:57,98 (20 lipca 1983, Luksemburg)
- bieg na 2000 metrów – 5:00,9 (19 sierpnia 1983, Neerpelt)
- bieg na 3000 metrów – 7:47,22 (31 sierpnia 1984, Rzym)
- bieg na 5000 metrów – 13:24,73 (1 czerwca 1984, Kessel-Lo)
- bieg na milę (hala) – 3:57,81 (9 marca 1985, Cosford)
- bieg na 3000 metrów (hala) – 7:55,94 (18 stycznia 1985, Paryż)
- bieg na 2 mile (hala) – 8:29,6 (15 lutego 1985, San Diego)